# Lista de batalhas da Guerra do Paraguai
A Guerra do Paraguai (também conhecida como Guerra da Tríplice Aliança ou Grande Guerra) foi um conflito internacional ocorrido na América do Sul entre os anos de 1864 e 1870, envolvendo a Argentina, Brasil e Uruguai de um lado e o Paraguai do outro. A guerra conta com diversas batalhas lutadas entre 12 de novembro de 1864 e 8 de abril de 1870. A tabela abaixo mostra grande parte das batalhas em ordem cronológica, também mostrando o local onde aconteceram e seu desfecho.

### Tabela de Batalhas
| Batalha                                         | Data                                                            | Local                                                                              | Desfecho                                                                              | Referências         |
| ----------------------------------------------- | --------------------------------------------------------------- | ---------------------------------------------------------------------------------- | ------------------------------------------------------------------------------------- | ------------------- |
| Aprisionamento do vapor Marquês de Olinda       | 12 de novembro de 1864                                          | Rio Paraguai, Paraguai                                                             | Vitória paraguaia                                                                     | [ 1 ]               |
| Campanha do Mato Grosso                         | Dezembro de 1864 - Abril de 1868                                | Sul da província de Mato Grosso (atual Mato Grosso do Sul), Brasil                 | Vitória paraguaia inicial e posterior expulsão pelas forças brasileiras.              | [ 2 ]               |
| Invasão de Corumbá                              | 27 de dezembro de 1864 - 4 de janeiro de 1865                   | Corumbá, Província de Mato Grosso Império do Brasil                                | Vitória paraguaia                                                                     | [ 2 ]               |
| Ataque ao Forte Coimbra                         | 27 de dezembro de 1864 - 29 de dezembro de 1864                 | Forte Coimbra, Corumbá, Província de Mato Grosso Império do Brasil                 | Vitória paraguaia                                                                     | [ 2 ]               |
| Combate de Dourados                             | 29 de dezembro de 1864                                          | Colônia Militar dos Dourados, Província de Mato Grosso, Império do Brasil          | Vitória paraguaia                                                                     | [ 3 ]               |
| Combate de Nioaque                              | 31 de dezembro de 1864                                          | Nioaque, Província de Mato Grosso, Império do Brasil                               | Vitória paraguaia                                                                     | [ 4 ]               |
| Primeira Retirada                               | 1 de janeiro de 1865                                            | Rio Feio, Laguna                                                                   | Vitória paraguaia                                                                     | [carece de fontes?] |
| Captura do vapor Anhambaí                       | 6 de janeiro de 1865                                            | Rio São Lourenço, Província de Mato Grosso, Império do Brasil.                     | Vitória paraguaia                                                                     | [ 5 ]               |
| Campanha de Corrientes                          | Abril de 1865 - Janeiro de 1866                                 | Corrientes, e Rio Grande do Sul.                                                   | Vitória decisiva aliada - Transferência da guerra ao território paraguaio             | [ 6 ]               |
| Ocupação de Coxim                               | 24 de abril de 1865                                             | Coxim,Província de Mato Grosso, Império do Brasil.                                 | Vitória paraguaia                                                                     | [ 7 ]               |
| Combate do Rio San Lorenzo                      | 28 de abril de 1865                                             | Rio San Lorenzo, Argentina                                                         | Vitória paraguaia                                                                     | [carece de fontes?] |
| Invasão do Rio Grande do Sul                    | 10 de junho - 18 de setembro de 1865                            | Rio Grande do Sul, Império do Brasil                                               | Avanço inicial paraguaio bem-sucedido, porém, rendição total em Uruguaiana.           | [ 8 ]               |
| Combate de São Borja                            | 10 de junho de 1865                                             | São Borja, Rio Grande do Sul, Império do Brasil                                    | Vitória paraguaia                                                                     | [ 9 ]               |
| Batalha Naval do Riachuelo                      | 11 de junho de 1865                                             | Arroio Riachuelo, Rio Paraná, Argentina                                            | Decisiva vitória aliada                                                               | [ 10 ]              |
| Combate do Butuí                                | 26 de junho de 1865                                             | Rio butuí, Itaqui, Província do Rio Grande do Sul                                  | Vitória aliada                                                                        | [ 11 ]              |
| Cerco de Uruguaiana                             | 18 de julho - 18 de setembro de 1865                            | Uruguaiana, Império do Brasil                                                      | Vitória aliada decisiva                                                               | [ 12 ] [ 13 ]       |
| Batalha do Salto do Uruguai                     | 31 de julho de 1865                                             | Rio Uruguai, próximo a cidade de Salto, Uruguai.                                   | Vitória aliada                                                                        | [ 14 ]              |
| Batalha de Paso de Mercedes                     | 18 de junho de 1865                                             | Província de Corrientes, Argentina                                                 | Vitória aliada - Navios de guerra passaram com êxito                                  | [ 15 ]              |
| Batalha de Paso de Cuevas                       | 12 de agosto de 1865                                            | Província de Corrientes, Argentina                                                 | Vitória aliada                                                                        | [ 16 ]              |
| Batalha de Jataí                                | 17 de agosto de 1865                                            | Jataí, as margens do Rio Paraná                                                    | Vitória aliada                                                                        | [ 17 ]              |
| Batalha de Pehuajó                              | 31 de janeiro de 1866                                           | Corrientes, Argentina                                                              | Vitória paraguaia                                                                     | [ 18 ]              |
| Combate do Alto Paraná                          | 21 de março de 1866                                             | Próximo a Fortaleza de Itapiru, Rio Paraná, Paraguai.                              | Vitória aliada: - Operação de reconhecimento bem sucedida                             | [ 19 ]              |
| Combate do Jaguari                              | 23 de março de 1866                                             | Rio Paraná, fronteira entre a Argentina e Paraguai                                 | Vitória aliada                                                                        | [ 20 ]              |
| Combate da Ilha da Redenção                     | 10 de abril de 1866                                             | Ilha da Redenção, no Rio Paraná                                                    | Vitória aliada                                                                        | [ 21 ]              |
| Campanha de Humaitá                             | 1866 - 1868                                                     | Sul do paraguai, atual Departamento de Ñeembucú, Paraguai.                         | Vitória aliada: - Continuação da ofensiva para Assunção.                              | [carece de fontes?] |
| Batalha do Passo da Pátria                      | 16 a 23 de abril de 1866                                        | Paso de Patria, Paraguai                                                           | Decisiva vitória aliada                                                               | [ 22 ]              |
| Combate de Laguna Sirena                        | 17 de abril de 1866                                             | Laguna Sirena, Passo da Pátria, Paraguai                                           | Vitória aliada                                                                        | [ 23 ]              |
| Batalha de Itapirú                              | 17 de abril de 1866                                             | Fortaleza de Itapiru, Rio Paraná, Paraguai.                                        | Vitória aliada: - Início da invasão aliada do Paraguai                                | [ 22 ]              |
| Batalha de Estero Bellaco                       | 2 de maio de 1866                                               | Ñeembucú, Paraguai                                                                 | Vitória aliada                                                                        | [ 24 ]              |
| Assalto do Passo Cidra                          | 20 de maio de 1866                                              | Estero Belaco, Paraguai                                                            | Vitória aliada                                                                        | [ 25 ]              |
| Batalha de Tuiuti                               | 24 de maio de 1866                                              | Tuiuti, Paraguai                                                                   | Decisiva vitória aliada                                                               | [ 26 ]              |
| Batalha de Yataity-Corá                         | 10 e 11 de julho de 1866                                        | Yataity-Corá (Paraguai)                                                            | Vitória aliada (Argentina)                                                            | [ 27 ]              |
| Batalha do Boqueirão                            | 16 a 18 de julho de 1866                                        | Ñeembucú, Paraguai                                                                 | Vitória paraguaia                                                                     | [ 28 ]              |
| Batalha de Curuzu                               | 1 a 3 de setembro de 1866                                       | Curuzu, Paraguai                                                                   | Vitória aliada                                                                        | [ 29 ]              |
| Combate de Palmar                               | 2 de setembro de 1866                                           | Ilha de Palmar, Rio Paraguai                                                       | Vitória aliada                                                                        | [ 30 ]              |
| Batalha de Curupaiti                            | 22 de setembro de 1866                                          | Forte de Curupaiti, Paraguai                                                       | Vitória paraguaia                                                                     | [ 31 ]              |
| Batalha de Acarajá                              | 12 de janeiro de 1867                                           | Acarajá, Paraguai                                                                  | Inconclusivo                                                                          | [ 19 ]              |
| Retirada da Laguna                              | 8 de maio a 11 de junho de 1867                                 | Laguna, sul da Província Mato Grosso (atual Mato Grosso do Sul), Império do Brasil | Vitória paraguaia                                                                     | [ 32 ]              |
| Combate do Rio Apa                              | 12 de maio de 1867                                              | Rio Apa, Império do Brasil                                                         | Vitória aliada                                                                        | [ 33 ]              |
| Retomada de Corumbá                             | 13 de junho de 1867                                             | Corumbá, sul da Província Mato Grosso (atual Mato Grosso do Sul) Império do Brasil | Vitória aliada                                                                        | [ 34 ]              |
| Combate do Alegre                               | 11 de julho de 1867                                             | Rio São Lourenço, Província de Mato Grosso, Império do Brasil                      | Vitória aliada                                                                        | [ 35 ]              |
| Combate de Arroio Hondo                         | 3 de agosto de 1867                                             | Região de Penimbu, perto do Arroio Hondo (afluente do Manduvirá-Ihu)               | Vitória aliada                                                                        | [ 36 ]              |
| Combate de Pilar                                | 20 de setembro de 1867                                          | Villa del Pilar, Paraguai                                                          | Vitória inicial paraguaia. Foi abandonada posteriormente e ocupada pelos brasileiros. | [ 37 ]              |
| Batalha de Estero Rojas                         | 24 de setembro de 1867                                          | Estero Rojas, Paraguai                                                             | Vitória aliada.                                                                       | [ 38 ]              |
| Combate de Perecué                              | 3 de outubro de 1867                                            | Tayi, próximo a Fortaleza de Humaitá, Paraguai.                                    | Vitória pírrica paraguaia                                                             | [ 39 ]              |
| Batalha de Tatayibá                             | 21 de outubro de 1867                                           | Tatayibá, Paraguai                                                                 | Vitória aliada                                                                        | [ 40 ]              |
| Batalha de Potrero Obella                       | 28 de outubro de 1867                                           | Potrero Obella, Paraguai                                                           | Vitória aliada                                                                        | [ 41 ]              |
| Cerco de Humaitá                                | 2 de novembro de 1867 - 25 de julho de 1868 (8 meses e 24 dias) | Rio Paraguai, Fortaleza de Humaitá                                                 | Vitória aliada.                                                                       | [carece de fontes?] |
| Segunda Batalha de Tuiuti                       | 3 de novembro de 1867                                           | Tuiuti, Paraguai                                                                   | Vitória aliada - Ataque paraguaio repelido                                            | [ 42 ]              |
| Combate de Paso Ipohy                           | 25 de dezembro de 1867                                          | Próximo a Humaitá, perto do rio Tebicuary                                          | Vitória paraguaia                                                                     |                     |
| Segunda passagem de Curupaiti                   | 13 de fevereiro de 1868                                         | Rio Paraguai, Forte de Curupaiti                                                   | Vitória aliada                                                                        | [ 43 ] [ 44 ]       |
| Passagem de Humaitá                             | 19 de fevereiro de 1868                                         | Rio Paraguai, Fortaleza de Humaitá                                                 | Vitória aliada                                                                        | [ 45 ]              |
| Combate de Laguna Cierva                        | 19 de fevereiro de 1868                                         |                                                                                    | Vitória aliada                                                                        | [ 46 ]              |
| Abordagem aos couraçados Lima Barros e Cabral   | 02 de março de 1868                                             | Rio Paraguai, diante do reduto Taji                                                | Vitória aliada                                                                        | [ 47 ]              |
| Primeiro combate de Iasuií                      | 2 de maio de 1868                                               | Chaco, Paraguai                                                                    | Vitória aliada                                                                        | [ 48 ]              |
| Batalha de Andaí                                | 4 de maio de 1868                                               | Chaco, Paraguai                                                                    | Vitória aliada                                                                        | [ 19 ]              |
| Segundo combate de Iasuií                       | 8 de maio de 1868                                               | Chaco, Paraguai                                                                    | Vitória aliada                                                                        | [ 48 ]              |
| Abordagem aos encouraçados Barroso e Rio Grande | 9 de julho de 1868                                              | Tagy, margem esquerda do Rio Paraguai                                              | Vitória aliada                                                                        | [ 49 ]              |
| Batalha de Acayuazá                             | 18 de julho de 1868                                             | Arredores do Reduto-Corá                                                           | Vitória paraguaia                                                                     | [ 50 ]              |
| Passagem de Isla Fortin                         | 24 de julho de 1868                                             | Isla Fortin, Rio Paraguai, Paraguai                                                | Vitória aliada.                                                                       | [ 51 ]              |
| Campanha do Piquissiri                          | agosto de 1868 - Janeiro de 1869                                | Centro do Paraguai                                                                 | Vitória aliada: - Ocupação de Asunción                                                | [carece de fontes?] |
| Combate de Iacaré                               | 26 de agosto de 1868                                            | Arroio Iacaré, Paraguai                                                            | Vitória aliada                                                                        | [ 48 ] [ 52 ]       |
| Combate de Surubi-hi                            | 23 de setembro de 1868                                          | Arroio Surubi-hi, Paraguai.                                                        | Vitória aliada                                                                        | [ 53 ]              |
| Batalhas de Angostura                           | 1 de outubro de 1868 a 30 de dezembro de 1868                   | Fortificações de Lomas Valentinas.                                                 | Vitória aliada                                                                        | [ 19 ]              |
| Dezembrada                                      | Dezembro de 1868                                                | Centro do Paraguai, atual Departamento Central                                     | Vitória aliada                                                                        | [ 54 ]              |
| Manobra de Piquissiri                           | Final de 1868                                                   | Perto de Humaitá, Riacho Piquissiri                                                | Vitória aliada                                                                        | [ 55 ]              |
| Batalha de Itororó                              | 6 de dezembro de 1868                                           | Paraguai                                                                           | Vitória aliada                                                                        | [ 56 ]              |
| Batalha de Avaí                                 | 11 de dezembro de 1868                                          | Arroio Avaí, localizado entre as cidades de Villeta e Ypané, Paraguai              | Vitória aliada                                                                        | [ 57 ]              |
| Batalha de Lomas Valentinas                     | 21 a 27 de dezembro de 1868                                     | Fortificações de Lomas Valentinas.                                                 | Vitória aliada                                                                        | [ 58 ]              |
| Rendição de Angostura                           | 30 de dezembro de 1868                                          | Fortificações de Lomas Valentinas.                                                 | Vitória aliada                                                                        | [ 59 ]              |
| Saque de Assunção                               | 01 de janeiro de 1869                                           | Assunção, Paraguai                                                                 | Vitória aliada: - abandono da cidade pelos paraguaios - Saque por parte dos aliados   | [ 60 ] [ 61 ]       |
| Expedições no Rio Manduvirá                     | 05 de janeiro a 20 de agosto de 1869                            | Rio Manduvirá, Paraguai                                                            | Vitória definitiva aliada                                                             | [ 62 ]              |
| Combate de Tupium                               | 30 de maio de 1869                                              | Passo de Tupium, Paraguai                                                          | Vitória aliada                                                                        | [ 63 ]              |
| Batalha da picada Diarte                        | 08 de junho de 1869                                             | Próximo a Ybycuí, Paraguai                                                         | Vitória paraguaia                                                                     | [ 64 ] [ 65 ]       |
| Campanha da Cordilheira                         | Julho de 1869 - 1 de março de 1870                              | Paraguai                                                                           | Vitória definitiva aliada - Morte de Solano López - Fim da guerra                     | [ 66 ]              |
| Batalha de Altos                                | 12 de agosto de 1869                                            | Subida de Altos, Paraguai                                                          | Vitória aliada                                                                        | [ 19 ]              |
| Batalha de Ascurra                              | 1 de agosto de 1869                                             | Ascurra, Paraguai                                                                  | Vitória aliada                                                                        | [ 19 ]              |
| Batalha de Piribebuy                            | 12 de agosto de 1869                                            | Piribebuy, Paraguai                                                                | Vitória aliada                                                                        | [ 67 ]              |
| Batalha de Campo Grande                         | 16 de agosto de 1869                                            | Eusebio Ayala, Paraguai                                                            | Vitória aliada                                                                        | [ 68 ]              |
| Combate de Caguijuru e de Caraguataí            | 18 de agosto de 1869                                            | Caguijiru e Caraguataí, Paraguai                                                   | Vitória aliada                                                                        | [ 69 ] [ 70 ]       |
| Batalha de Acapatigó                            | 18 de outubro de 1869                                           | Passo de Acapatigó e Passo de Naranjá, Paraguai                                    | Vitória aliada                                                                        | [ 19 ]              |
| Batalha de Abagiba                              | 28 de outubro de 1869                                           | San Izidro de Curuguati, Paraguai                                                  | Vitória aliada                                                                        | [ 19 ]              |
| Combate de Iguatemi                             | 28 de novembro ou dezembro de de 1869                           | Vila de Iguatemi, Paraguai                                                         | Vitória aliada                                                                        | [ 71 ] [ 72 ]       |
| Tomada da trincheira do Rio Verde               | 2 de janeiro de 1870                                            | Rio verde, próximo ao rio Jejuí, Paraguai                                          | Vitória aliada                                                                        | [ 73 ] [ 74 ]       |
| Tomada do reduto de Cambaceguá                  | 03 de janeiro de 1870                                           | Trincheira de Cambaceguá, Paraguai                                                 | Vitória aliada                                                                        | [ 75 ] [ 76 ]       |
| Combate de Lomaruguá                            | 11 de janeiro de 1870                                           | Norte do rio Jejuí, Paraguai                                                       | Vitória aliada                                                                        | [ 77 ]              |
| Batalha de Cerro Corá                           | 1 de março de 1870                                              | Cerro Corá, Paraguai                                                               | Vitória definitiva aliada - Morte de Solano López - Fim oficial da guerra             | [ 78 ]              |
| Combate de Miranda                              | 4 a 8 de abril de 1870                                          | Colônia Militar de Miranda, Império do Brasil                                      | Vitória definitiva aliada - Fim definitivo da guerra                                  | [ 79 ]              |